# Marit Nybakk
Marit Nybakk, född 14 februari 1947 i Nord-Odal, är en norsk politiker (Arbeiderpartiet). Hon var ledamot av Stortinget från 1986 till 2017 och var även under sin sista mandatperiod förste vice talman. Hon var president för Nordiska rådet 2013. Nybakk var ordförande i Norsk Kvinnesaksforening från 2016 till 2018.
Nybakk blev ledamot i Stortinget för valkretsen Oslo 1986, då hon efterträdde Gro Harlem Brundtland som då blev statsminister. Hon blev återvald som stortingsledamot för Oslo 1989, 1993, 1997, 2001, 2005, 2009 och 2013. Hon har varit Arbeiderpartiets andra kandidat i Oslo, efter partiledare och statsminister Jens Stoltenberg som första kandidat.
Hon arbetar sedan mitten av 1990-talet särskilt med utrikes- och försvarspolitik, och var ordförande för Försvarsutskottet 2001–2005 och vice ordförande för Utrikesutskottet 2005–2009. Hon var Stortingets tredje vice talman 2009–2013 och är förste vice talman sedan 2013. Sedan 2013 var hon den sittande ledamot som tjänat längst i Stortinget och även den kvinna som har tjänat längst i Stortinget någonsin.
2009 blev hon ordförande för den socialdemokratiska gruppen i NATO:s parlamentariska församling. Hon var även delegat till FN:s generalförsamling sedan 2004.
Nybakk studerade engelska, franska och statsvetenskap i Oslo, Paris och Cambridge och blev Candidata magisterii (cand.mag.) vid Universitetet i Oslo 1972.